# Zuhanás (film, 2022)
A Zuhanás (eredeti cím: Fall) 2022-ben bemutatott brit–amerikai filmthriller, amelyet Scott Mann és Jonathan Frank forgatókönyvéből Mann rendezett. A főbb szerepekben Grace Caroline Currey, Virginia Gardner, Mason Gooding és Jeffrey Dean Morgan látható.
Az Amerikai Egyesült Államokban 2022. augusztus 12-én került a mozikba a Lionsgate Films forgalmazásában. Magyarországon a FilmBox Premium mutatta be 2024. február 25-én. A film bevételi szempontból jól teljesített; világszerte 21 milliós bevételt hozott 3 millió dolláros költségvetésből. Általánosságban pozitív visszajelzéseket kapott a kritikusoktól; Currey és Gardner alakítását különösen dicsérték, a film vizuális effektusait és forgatókönyvét viszont kritizálták.

## Cselekmény
Becky, férje, Dan és barátjuk, Hunter a hegymászás megszállottjai. A nyitójelenetben Dan sziklamászás közben a halálba zuhan. Becky kétségbeesésbe roskad, amiből majdnem egy évvel később sem tért még magához. Az apja nagyon aggódik, ezért értesíti Huntert, aki immár videókat tesz közzé az interneten extrém mutatványairól. Hunter sürgeti Beckyt, hogy legyen a társa a következő akcióban, így szembenézhet a félelmeivel. Ez egy távoli területen lévő, 2000 láb (kb. 610 méter) magas adótorony megmászását jelenti, amelyet idővel le akarnak bontani. Dan hamvait ott akarják szétszórni. A láthatóan rozoga torony megmászása, először egy belső létrán, majd az utolsó 60 méteren egy külső létrán keresztül, nagy gondot okoz a gyakorlatlan Beckynek, de boldogan érnek fel az adótorony tetejére, egy apró, nem biztosított állványra, amelyen túl csak a 10 méter magas légiforgalmi irányító jelzőfény van. Ott felvesznek néhány mutatványt, és szétszórják Dan hamvait. Becky nagyon örül a sikerüknek.
Amikor már éppen visszaindulnának, Becky súlya alatt a külső létra egy részének csavaros csatlakozása meglazul, és egy láncreakcióban az egész felső 60 méteres létra leszakad. Hunter a kötélnél fogva visszahúzza Beckyt az állványra, de az élelmiszert és ivóvizet tartalmazó hátizsák, amelyet Becky a hátán cipelt, egy régi parabolaantennára esik, körülbelül 20 méterrel lejjebb. A mobiltelefonjaikon nincs térerő, és az egyik biztosítókötél egy kicsivel rövidebb ahhoz, hogy elérhető legyen a hátizsák. Egyikőjük mobiltelefonját Hunter egyik cipőjébe teszik, és leejtik a földre, remélve, hogy a mobiltelefon vészhívást küld, amint térerőre talál. Amikor órákkal később sem érkezik segítség, rájönnek, hogy ez nem vált be. Úgy tűnik, senki sem vette észre a létra lezuhanását. Sötétedés után a nőknek sikerül felhívniuk két férfi figyelmét, akik a közelben kempingeznek egy lakókocsival. A férfiak azonban csak ellopják Hunter autóját, és elhajtanak.
Az éjszaka folyamán a nők különböző dolgokat mesélnek egymásnak, és kiderül, Hunter is szerelmes volt Danbe, és egy ideig együtt is volt vele, de Becky iránti szerelme miatt lemondott róla.
Másnap Hunter a hiányzó kötélhosszt szabadugrással oldja meg; lemászik a hátizsákhoz, a kötél végére akasztja a szelfibotjával, majd maga is utána ugrik, Becky pedig visszahúzza az állványra. A hátizsákban egy drón is van, amellyel üzenetet akarnak eljuttatni a közeli motelbe. Ehhez először fel kell tölteni az akkumulátort, ezért Becky felmászik a jeladóra, és rácsatlakozik annak aljzatára. Amikor egy keselyű megtámadja, a hátizsák az ivóvízzel végül a mélybe zuhan. Ezután sikerül a drónt a motelhez irányítania, de ott összeütközik egy arra járó teherautóval, és észrevétlenül az út szélén marad.
Kétségbeesésükben a másik mobiltelefonnal akarnak üzenetet küldeni, és azt jobban kipárnázni. Kiderül, Hunter holtan fekszik a parabolaantennán, ahol a hátizsák volt. Ez azt jelenti, hogy a hátizsákos művelet közben lezuhant, és Becky csak hallucinálja Hunter jelenlétét. Amikor rájön, hogy teljesen egyedül van, nagyon nehezére esik nem feladni.
Másnap a már bóbiskoló Beckyt egy keselyű ébreszti fel, amely a sérült lábát rágcsálja. Megöli a keselyűt és megeszi. Visszanyeri erejét, leereszkedik a kötélen az antennához, ír egy SMS-t az apjának, a mobiltelefonját beledugja Hunter hasába, amit a keselyűk már megrágtak, és lelöki holttestét a mélybe, hogy a mobiltelefon jól kipárnázva landolhasson.
Becky apja megkapja a hírt, és riasztja a mentőszolgálatot. Beckyt megmentik, és az apja karjaiba borul.

## Szereplők
| Szerep              | Színész               | Magyar hang        |
| ------------------- | --------------------- | ------------------ |
| Becky Connor        | Grace Caroline Currey | Bogdányi Titanilla |
| Shiloh Hunter       | Virginia Gardner      | Molnár Ilona       |
| Dan Connor          | Mason Gooding         | Czető Roland       |
| James Conner        | Jeffrey Dean Morgan   | Bolla Róbert       |
| éttermi kiszállító  | Julia Pace Mitchell   | nem szólal meg     |
| Steve, kutyás férfi | Jasper Cole           | Balda Balázs       |

### Magyar változat
- Magyar szöveg: Laki Mihály
- Hangmérnök: Hajas Gábor
- Felvevő hangmérnök és vágó: Papp Zoltán István
- Gyártásvezető: Mészáros Szilvia
- Szinkronrendező: Tarján Péter
- Produkciós vezető: Legény Judit

A szinkront a Laborfilm Szinkronstúdió készítette el.

## A film készítése
Eredetileg a filmet rövidfilmnek szánták. A rendező, Scott Mann elmondása szerint az ötlet akkor jutott eszébe, amikor az Egyesült Királyságban a Végeredmény című filmjét forgatta egy stadionban: „Magasan dolgoztunk, és a kamerán kívül érdekes beszélgetés alakult ki a magasságról és az esés miatti félelemről, ami mindannyiunkban benne van, és arról, hogy ez milyen jól működhetne egy filmben.” A Zuhanás IMAX formátumban készült a Mojave-sivatagban, a Shadow Mountains hegyvidékén. A filmben látható kitalált B67 torony megjelenését a valós KXTV/KOVR rádiótorony ihlette, amely Walnut Grove-ban található, 625 méteres magasságával a világ egyik legmagasabb építménye.
A rendező szerint a stáb mérlegelte a green screen vagy digitális díszletek használatát, de végül a valós helyszínek mellett döntöttek. A torony felső részét egy hegy tetejére építették, hogy a színészek úgy tűnjenek, mintha több ezer láb magasan lennének, noha valójában soha nem voltak száz lábnál (kb. 30 méternél) magasabban. Currey és Gardner kaszkadőrök igénybevétele helyett maguk vállalták a veszélyes jelenetek eljátszását. A forgatás nehézségeit gyakran az időjárás okozta, például villámlás vagy erős szél. A film elkészítése 3 millió dollárba került.

### Utómunka
Bár a filmet a Tea Shop Productions és a Capstone Pictures gyártotta, a gyártás befejezése után a Lionsgate Films szerezte meg a forgalmazási jogokat anélkül, hogy minimális garanciát vállalt volna a producerek felé. Miután a tesztvetítéseken jól szerepelt, a Lionsgate úgy döntött, hogy moziban is bemutatja. A stúdió utasította a stábot, hogy távolítsanak el vagy módosítsanak több mint 30 „Baszd meg” szóhasználatot a filmből, hogy az Mozgókép Egyesület PG-13 besorolást adjon neki a valószínűsíthető R kategória helyett, így növelve a nyereségességet.
Mivel a jelenetek újraforgatása időigényes és költséges lett volna, a gyártók a Flawless nevű céghez fordultak, amelyet 2021-ben alapított Nick Lynes és a film rendezője, Scott Mann. A Flawless deepfake technológiát alkalmazott: a színészek arcát digitálisan módosították, és mesterségesen újraszinkronizálták a káromkodásokat PG-13-nak megfelelő kifejezésekre, mint például a „francba”. A film volt az első projekt, amely a Flawless szolgáltatásait használta, és végül elnyerte a PG-13 besorolást. Mann szerint ezek a „neurális újraforgatások” két héten belül elkészültek az utómunka végső szakaszában. A módszert a nemzetközi forgalmazás során is alkalmazták, például a spanyol és japán szinkronok esetében.

## Bemutató
Az Amerikai Egyesült Államokban 2022. augusztus 12-én mutatta be Lions Gate Entertainment, amely 4 millió dollárt költött a film kiadására és promóciójára.
A film 2022. szeptember 27-én jelent meg digitálisan, majd 2022. október 18-án Blu-ray és DVD kiadásban.

## Fogadtatás

### Bevételi adatok
A Zuhanás 7,2 millió dollárt hozott az Amerikai Egyesült Államokban és Kanadában, 14,6 millió dollárt más területeken, ami világszerte 21,8 millió dolláros bevételt eredményezett.
Az Egyesült Államokban és Kanadában a Hirtelen 70 és a Játsszunk gyilkosost! című filmek széles körű forgalmazásával együtt került a mozikba, és a nyitóhétvégén 1 548 moziból 1-2 millió dolláros bevételt vártak. Az első napon 923 000 dollárt gyűjtött, majd 2,5 millió dollárral folytatta a debütálást. Bár a 10. helyen végzett a jegypénztáraknál, mégis ez volt a hét legjobban teljesítő új filmje.

### Kritikai visszhang
A Rotten Tomatoes weboldalon 79%-os értékelést kapott 149 pozitív kritika alapján, az átlagértékelés 6,4 pont a 10-ből. Az oldal szöveges összefoglalója szerint: „A Zuhanás alapvetően abszurd, mégis éppoly felidézően minimalista, mint a címe, a hitetlenséget felfüggeszteni hajlandó nézők számára tartós adrenalinlöket.” A Metacritic oldaláb a film 100-ból 62 pontot kapott (23 kritika alapján), ami „általánosságban kedvező” kritikát jelent. A CinemaScore által megkérdezett közönség átlagosan „B” osztályzatot adott a filmre egy A+-tól F-ig terjedő skálán, míg a PostTrak által megkérdezettek 69%-ban pozitívan értékelték, 44%-uk azt mondta, hogy mindenképpen ajánlaná a filmet.